# Bezirk Frysztak
Bezirk Frysztak – dawny powiat (Bezirk) kraju koronnego Królestwo Galicji i Lodomerii, funkcjonujący w latach 1854–1867. Siedzibą starostwa było miasteczko Frysztak.

## Historia
Bezirk Frysztak utworzono w ramach reformy uwłaszczeniowej z okresu Wiosny Ludów (1848–1849), która likwidowała jurysdykcję właściciela ziemskiego nad poddanymi. W Galicji, dominium – jako podstawowa jednostka administracyjna i filar systemu feudalnego straciło rację bytu. Konieczne stało się zatem wprowadzenie nowego systemu administracyjnego, którego zręby powstały w latach 1851–1855. Nowy trójstopniowy podział administracyjny objął 21 cyrkułów (niem. Kreise), 179 małych powiatów (niem. Bezirke) i ponad 6000 gmin (niem. Gemeinde). 
Bezirk Frysztak objął obszar o wielkości 4,4 mil², zamieszkany był przez 24.143 ludzi i podzielony na 40 gmin katastralnych, w tym jedno miasteczko (Frysztak). Wszedł w skład cyrkułu jasielskiego, jako jeden z jego dziewięciu powiatów. 1 maja 1860 zniesiono cyrkuł jasielski, przez co Bezirk Frysztak włączono do cyrkułu tarnowskiego.
Po nadaniu Galicji autonomii oraz powołaniu samorządu gminnego i powiatowego w 1865 zlikwidowano cyrkuły (Kreise). Dotychczasowe małe powiaty (Bezirke) w liczbie 179, utrzymały się do 1867 roku, kiedy to w następstwie kolejnej reformy administracyjnej (23 stycznia 1867) zostały zastąpione przez 74 większe powiaty. Obszar zniesionego Bezirk Frysztak wszedł wtedy w skład nowych powiatów: jasielskiego, ropczyckiego, rzeszowskiego i krośnieńskiego (vide podział w tabeli poniżej). 19 czerwca 1867, 1 sierpnia 1878 i 1 stycznia 1892 znacznie zmieniono granice tych powiatów. 15 września 1896 z części omawianych obszarów utworzono powiat strzyżowski, króry zmieniono 1 stycznia 1925 i zniesiono 1 kwietnia 1932.

## Podział administracyjny (1854)
| Lp. | Gmina jednostkowa                           | Powierzchnia | Ludność | Powiat w 1867 po zniesieniu |
| --- | ------------------------------------------- | ------------ | ------- | --------------------------- |
| 1   | Frysztak (m) z Pułankami i Glinikiem Dolnym | 1388         | 1635    | jasielski                   |
| 2   | Twierdza                                    | 264          | 216     | jasielski                   |
| 3   | Kozłówek                                    | 769          | 437     | rzeszowski                  |
| 4   | Oparówka                                    | 1308         | 338     | rzeszowski                  |
| 5   | Wysoka                                      | 3291         | 1816    | jasielski                   |
| 6   | Dobrzechów                                  | 1109         | 529     | rzeszowski                  |
| 7   | Grodzisko                                   | 1383         | 664     | rzeszowski                  |
| 8   | Zawadka                                     | 650          | 388     | ropczycki                   |
| 9   | Glinik Górny                                | 1876         | 786     | jasielski                   |
| 10  | Glinik Średni                               | 1195         | 581     | jasielski                   |
| 11  | Jaszczurowa                                 | 685          | 339     | ropczycki                   |
| 12  | Kobyle                                      | 875          | 430     | jasielski                   |
| 13  | Kożuchów                                    | 419          | 211     | ropczycki                   |
| 14  | Kalembina                                   | 284          | 200     | ropczycki                   |
| 15  | Lubla                                       | 2273         | 1222    | jasielski                   |
| 16  | Łęki                                        | 2345         | 895     | jasielski                   |
| 17  | Pietruszawola                               | 1151         | 1017    | jasielski                   |
| 18  | Łączki z Wojaszówką                         | 1271         | 1049    | jasielski                   |
| 19  | Rzepnik                                     | 557          | 1250    | jasielski                   |
| 20  | Markuszowa                                  | 767          | 319     | rzeszowski                  |
| 21  | Wojkówka                                    | 582          | 384     | krośnieński                 |
| 22  | Przybówka                                   | 1052         | 588     | jasielski                   |
| 23  | Różanka                                     | 1467         | 623     | ropczycki                   |
| 24  | Stempina z Chytrówką                        | 1148         | 491     | jasielski                   |
| 25  | Sieklówka Górna                             | 1050         | 488     | jasielski                   |
| 26  | Sieklówka Dolna                             | 821          | 424     | jasielski                   |
| 27  | Bieździatka                                 | 1350         | 518     | jasielski                   |
| 28  | Lublica                                     | 760          | 336     | jasielski                   |
| 29  | Łazy                                        | 407          | 73      | jasielski                   |
| 30  | Bieździedza                                 | 1170         | 503     | jasielski                   |
| 31  | Gogołów (części I i II)                     | 2222         | 1245    | jasielski                   |
| 32  | Huta (części I i II)                        | 2222         | 1245    | jasielski                   |
| 33  | Tułkowice                                   | 352          | 196     | ropczycki                   |
| 34  | Widacz                                      | 351          | 212     | jasielski                   |
| 35  | Wiśniowa                                    | 999          | 212     | ropczycki                   |
| 36  | Cieszyna                                    | 1054         | 546     | jasielski                   |
| 37  | Jazowa                                      | 518          | 274     | ropczycki                   |
| 38  | Niewodna                                    | 1014         | 592     | ropczycki                   |
| 39  | Pstrągówka                                  | 1106         | 607     | jasielski                   |
| 40  | Szufnarowa                                  | 2227         | 1099    | ropczycki                   |

Objaśnienie:
(M) = miasto; (m) = miasteczko